# Feakowie

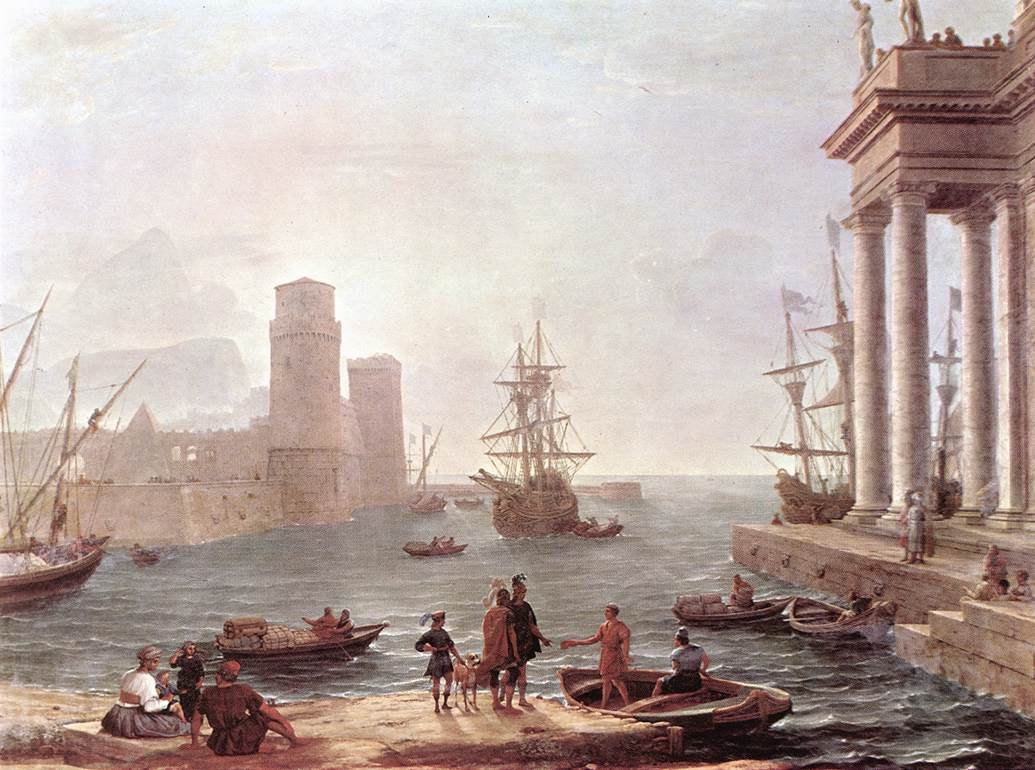
Port Feaków, odpłynięcie Odyseusza

Feakowie (gr. Φαίακες) – w mitologii greckiej lud zamieszkujący wyspę Scherię, którą władał Alkinoos.
Feakowie zamieszkiwali na wyspie Scherii. Cechowała się ona niezwykłym klimatem, nie zapadała bowiem na niej zima. Lokalizuje się Scherię na Korkyrze.
Feakowie trzymali się z dala od innych ludzi. Wiedli zbożne i spokojne życie. Mieszkali wygodnie, śpiąc w miękkich łóżkach i zażywając przed spoczynkiem kąpieli w ciepłej wodzie. Czas spędzali na wiecznej uczcie, na muzyce i oglądaniu igrzysk oraz tańcach. Królewna grała także w piłkę. Nie prowadzili wojen. Ich życie rozbitkom przybyłym na wyspę wraz z Odyseuszem zdawało się bajkowe.
Zamieszkiwali na wyspie, za podstawę transportu mieli żeglugę, w której to osiągnęli mistrzostwo. Budowali okręty podróżujące z szybkością myśli i też sterowane za pomocą myśli, bez steru, jakby ożywione, a nawet obdarzone własną duszą. Nie mogli ich dostrzec przedstawiciele innych ludów, okręty feackie skrywały bowiem mgły i chmury. Za morze Feakowie wedle jednych źródeł wyprawiali się jednak wyłącznie dla przyjemności, stroniąc od wojny i nie uprawiając zamorskiego handlu, wedle innych zaś handlowali. Zawsze przemieszczali się po spokojnym morzu, nie znając burzy czy niebezpieczeństwa.
Początków ludu Feaków upatruje się w Fajaksie, synu Posejdona i porwanej przez niego nimfy Korkyry, wodzu, pod przywództwem którego Feakowie opuścili zamieszkiwaną wcześniej Hyperię, skąd przepędzili ich Cyklopowie. Rzeczony Fajaks spłodził dwóch synów, z których pierwszy, Alkinoos, objął po nim rządy nad Feakami. Drugi syn, Lokros, osiedlił się w Italii, dając początek Lokryjczykom.
Pierwszym królem Feaków był Nausitos, syn Posejdona zrodzony z Periboji.
Za czasów Odyseusza Feakami rządził władca imieniem Alkinoos, wnuk Posejdona. Jego żona nazywała się Arete, córka zaś Nauzykaa. Zamieszkiwał on w spiżowym pałacu o złotych drzwiach, zdobionym stojącymi na postumentach rzeźbami młodzieńców trzymających pochodnie, zapalane w trakcie długich, nocnych biesiad. Tam na zdobionych krzesłach rozstawionych na haftowanych dywanach zasiadali królewscy biesiadnicy, pijąc i śmiejąc się pod przewodnictwem monarchy i jego żony. Za pałacem Alkinoosa zasadzono sad bogaty w drzewa rodzące owoce przez cały rok. Rosły tam jabłonie, grusze, śliwy, figi i granaty.
Na Scherii zatrzymali się też kiedyś argonauci, uciekający z Kolchidy ze złotym runem. Kolchidzki władca Ajetes przyjaźnił się był niegdyś z Alkinoosem. Ten ostatni, dowiedziawszy się o przybyciu uciekinierów na Scherię, zażądał wydania mu córki swego przyjaciela Medei. Władca Scherii dodał jednak warunek dziewictwa Medei. Jazon zadziałał szybko. U Feaków odbył się wobec tego ślub Jazona z Medeą.

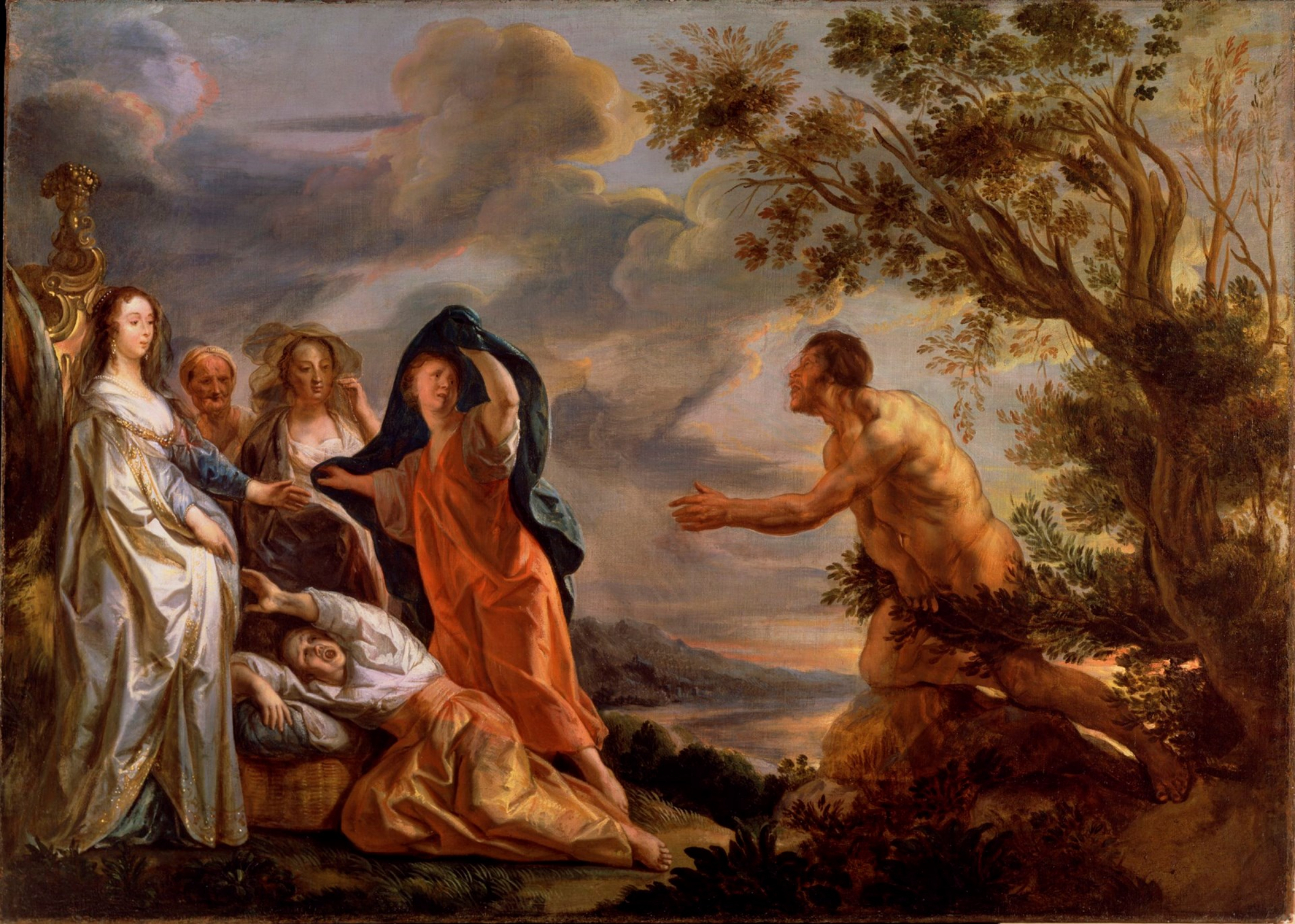
Odyseusz i Nauzykaa, Jacob Jordaens

Na wyspę przybył, zagnany sztormem gniewnego Posejdona, utrudzony latami wędrówek Odyseusz, syn Laertesa. Początkowo spotkał królewską córkę Nauzykaę, która udzieliła mu pomocy, karmiąc i ubierając. Wstąpił do królewskiego pałacu, gdzie podczas uczty opowiedział biesiadującym swe przygody. Wniósł zarazem prośbę o pomoc w dotarciu do domu, wyspy Itaki. Feakowie dobrze przyjęli bohatera. Obdarzyli go drogocennymi darami, droższymi jeszcze, niż te, które niegdyś Odyseusz zrabował w Troi. Zabrali go też na statek, który zawiózł Laertydę na Itakę. Odys zasnął podczas podróży, śniąc o Nauzykai. Feakowie wystawili go śpiącego na brzeg, ukrywając w pobliskich skałach dane mu skarby. Czyn ten wywołał gniew Posejdona. Królewski okręt zamienił on w kamień, zburzył też port na Scherii bądź otoczył miasto niedostępnymi górami. Jeden z mitów przypisuje Nauzykai jako męża Telemacha, syna Odysa, i z tego związku syna imieniem Persepolis. Inny wskazuje, że był on synem Nauzykai i samego Odysa.
W starożytności Feaków uznawano za rzeczywiście istniejący, a nie mitologiczny, lud.